# Ville créative
La notion de ville créative est discutée à de nombreux endroits et plusieurs définitions existent, prenant en compte la dimension territoriale (la ville, territoire de l'économie créative où se développent des quartiers culturels abritant des clusters créatifs dans lesquels la créativité est le moteur de l'économie de l'information et la connaissance) et économique (développement de domaines créatifs — artisanat et arts populaires, design, film, gastronomie, littérature, musique ou arts numériques — qui constituent un enjeu majeur des politiques urbaines de développement local souhaitant valoriser leur attractivité dans la grande compétition économique interurbaine).
Selon le compte-rendu rédigé par Kévin Matz du livre d'Elsa Vivant, Qu'est-ce que la ville créative ?, « de la ville créative à la classe créative, pléthore de travaux, tantôt académiques, tantôt outils de programmation urbaine, contribuent à durcir cette catégorie et à institutionnaliser le flou qui caractérise son statut hybride, à la fois objet de recherche et enjeu politique. »

## Historique
Selon Michaël Wittig pour Génération Solidarité, la première utilisation de l'expression de ville créative date de 1980 et est due à Charles Landry, urbaniste et publicitaire britannique.
En 2004, un Réseau des villes créatives UNESCO a été lancé. On y trouve en France Lyon, Enghien-les-Bains, Saint-Étienne et Limoges.
D'autres formes de réseau de villes créatives existent actuellement.
En 2014, sous l’appellation des Ateliers de la Cité, différentes villes européennes se réunissent pour discuter de cette notion.
Elle y est définie d'abord comme un projet de société.
La notion soulève des discussions et suscitent des débats comme le montre le programme des Ateliers de la Cité au Festival d'Avignon. Selon ce texte de présentation, « une réflexion sur les villes créatives ne saurait se développer de manière autarcique. Il est indispensable de situer cette réflexion sur un axe européen Nord-Sud, de Mons en Belgique à Avignon en France ».

## Politiques de développement local
Les villes mettent en place des politiques de développement local afin d'attirer des entrepreneurs créatifs — « allégement de la fiscalité, extension des réseaux de télécommunication (câblage fibre optique), amélioration de l'accessibilité (liaisons grande vitesse et aériennes) et développement d'un parc immobilier » —, mais aussi attirer ou conserver des acteurs et artistes (développement de scènes de la créativité artistique, non expulsion de leurs squats, ces personnes pouvant dès lors jouer un rôle moteur dans la revalorisation d’un quartier et ouvrir la voie à un processus de gentrification).